# Saint-Ythaire
Saint-Ythaire era una comuna francesa que estaba situada en el departamento de Saona y Loira, de la región de Borgoña-Franco Condado, que el 1 de enero de 2023 pasó a formar parte de la comuna nueva de Bonnay-Saint-Ythaire como comuna delegada.

## Demografía
| Gráfica de evolución demográfica de Saint-Ythaire entre 1800 y 2020 |
|                                                                     |

Los datos demográficos contemplados en este gráfico de la comuna de Saint-Ythaire se han cogido de 1800 a 1999 de la página francesa EHESS/Cassini, y los demás datos de la página del INSEE.